# Peux-et-Couffouleux
Peux-et-Couffouleux – miejscowość i gmina we Francji, w regionie Oksytania, w departamencie Aveyron. W 2013 roku jej populacja wynosiła 100 mieszkańców. Gmina położona jest na terenie Parku Regionalnego Grands Causses. 